# Evangelista Di Milia
Evangelista Di Milia OFMCap (* 6. Januar 1842 in Calitri; † 17. September 1901 ebenda) war ein italienischer Geistlicher und Bischof von Lecce.

## Leben
Er wurde als Sohn von Giuseppe Di Milia und dessen Ehefrau Margotta Francesca geboren und auf den Namen Michele Antonio getauft. Bei seiner Profess nahm er den Ordensnamen Evangelista an. Die Diakonenweihe empfing er am 31. Januar 1864, die Priesterweihe für den Kapuzinerorden am 16. Juli desselben Jahres.
Am 22. Dezember 1888 wurde Evangelista Di Milia zum Bischof von Cassano all’Jonio erwählt. Die Bischofsweihe spendete ihm am 17. Februar 1889 in Rom Kardinal Raffaele Monaco La Valletta; Mitkonsekratoren waren Kurienerzbischof Ignazio Persico OFMCap und Rocco Cocchia OFMCap, Erzbischof von Chieti. Am 10. November 1898 wurde Evangelista di Milia auf den Bischofssitz von Lecce transferiert.